# لويز جيرمان
لويز جيرمان (بالفرنسية: Louise Germain)‏ هي رسامة فرنسية، ولدت في 22 أبريل 1874 في غب بروانس آلب كوت دازور في فرنسا، وتوفيت في 13 أكتوبر 1939 في آكس أون بروفانس في فرنسا.